# Sotapanna
No Budismo, um sotapanna (pali, sânscrito: srotapanna) (ou sotapatti), ou aquele que entra no rio ou que conquista o rio, é uma pessoa que erradicou as primeiras três amarras da mente, que inibem a libedade. Sotapanna significa literalmente "aquele que entra(āpadyate) o rio (sota)", baseado num símile que compara a obtenção da Iluminação com o cruzar um rio e alcançar a outra margem. Atingir o estágio de Sotapanna é o primeiro dos quatro estágios da Iluminação.